# Tommy Byrne
Tommy Byrne (Dundalk, County Louth, 6 mei 1958) is een voormalig Formule 1-coureur uit Ierland. Hij probeerde zich in 1982 voor vijf Grands Prix te kwalificeren voor het team Theodore Racing Team. Hij startte in twee Grand Prix (Oostenrijk en Las Vegas). Driemaal kwam hij niet door de kwalificaties.